# Discografie van Ward Pinkett
William Ward Pinkett jr. (29 april 1906 - 15 maart 1937) was een Amerikaanse jazztrompettist en scat-zanger die actief was tijdens de Harlem Renaissance. Een gerespecteerde sideman, bekend als een 'hete' trompet en met een veelzijdig oor, speelde en nam op met verschillende bands in New York. Zijn carrière werd beëindigd door alcoholisme.

## Discografie
Alle opnames vonden plaats in New York. Een asterisk (*) duidt naast trompet ook zang aan.

### Originele uitgaven
Het jaar en labelinformatie voor de eerste vinylpublicatie.
| Jaar                    | Titel(s)                                              | Origineel label       | Vermelding                                               |
| ----------------------- | ----------------------------------------------------- | --------------------- | -------------------------------------------------------- |
| 1926-7-13               | Jackass Blues                                         | Victor 20179-A        | Thomas Morris and His Seven Hot Babies                   |
| 1926-7-13               | Charleston Stampede                                   | Victor 20180-B        | Thomas Morris and His Seven Hot Babies                   |
| 1926-7-13               | Lazy Drag                                             | Victor 20483-A        | Thomas Morris and His Seven Hot Babies                   |
| 1928-6-11               | Georgia Swing                                         | Victor 38024          | Jelly Roll Morton's Red Hot Peppers                      |
| 1928-6-11               | Kansas City Stomps / Boogaboo                         | Victor 38010          | Jelly Roll Morton's Red Hot Peppers                      |
| 1928-6-11               | Shoe Shiner's Drag                                    | Victor 21658-B        | Jelly Roll Morton's Red Hot Peppers                      |
| 1929-6-4                | Top and Bottom / Coalyard Shuffle                     | Victor 38066          | Joe Steele and His Orchestra                             |
| 1929-6-14 / 1929-6-27   | Jungle Mama / Dog Bottom*                             | Brunswick 4450        | Jungle Band (Chick Webb's Harlem Stompers)               |
| 1930-3-5 / 1930-7-14    | Each Day / Strokin' Away V2                           | Victor 23351          | Jelly Roll Morton and His Red Hot Peppers                |
| 1930-3-19               | Harmony Blues / Little Lawrence                       | Victor 38135          | Jelly Roll Morton and His Red Hot Peppers                |
| 1930-3-20               | Fussy Mabel / Ponchatrain                             | Victor 38125          | Jelly Roll Morton and His Red Hot Peppers                |
| 1930-3-5 / 1930-10-9    | That'll Never Do / Fickle Fay Creep                   | Victor 23019          | Jelly Roll Morton and His Red Hot Peppers                |
| 1930-5-16               | I Lost My Gal From Memphis / Without You, Emaline     | Victor V-38138        | Bubber Miley and His Mileage Makers                      |
| 1930-6-2 / 1930-3-5     | Oil Well / If Someone Would Only Love Me              | Victor 23321          | Jelly Roll Morton and His Red Hot Peppers                |
| 1930-7-14 / 1930-3-5    | Mushmouth Shuffle / I'm Looking For A Little Bluebird | Victor 23004          | Jelly Roll Morton and His Red Hot Peppers                |
| 1930-6-2                | Load of Coal                                          | Victor 23429-B        | Jelly Roll Morton and His Red Hot Peppers                |
| 1930-6-2                | Primrose Stomp                                        | Victor 23424-A        | Jelly Roll Morton and His Red Hot Peppers                |
| 1930-7-3                | Black Maria / Chinnin' and Chattin' With May          | Victor V-38146        | Bubber Miley and His Mileage Makers                      |
| 1930-7-14               | Low Gravy                                             | Victor 23334-B        | Jelly Roll Morton and His Red Hot Peppers                |
| 1930-7-14               | Blue Blood Blues                                      | Victor 22681-B        | Jelly Roll Morton and His Red Hot Peppers                |
| 1930-9-17               | Loving You The Way I Do / The Penalty of Love         | Victor 23010          | Bubber Miley and His Mileage Makers                      |
| 1930-10-9 / 1930-6-2    | Gambling Jack / Crazy Chords V2                       | Victor 23307          | Jelly Roll Morton and His Orchestra                      |
| 1930-10-31              | Papa De-Da-Da* / Baby Won't You Please Come Home?     | Banner 32021          | Clarence Williams and His Orchestra                      |
| 1930-10-31 / 1930-11-24 | Hot Lovin'* / Shout Sister, Shout!                    | Banner 32063          | Clarence Williams and His Orchestra                      |
| 1931-1-9                | Papa De Da Da / Stop Crying*                          | Brunswick 6053        | King Oliver and His Orchestra                            |
| 1931-1-9                | Who's Blue*                                           | Brunswick 6046        | The Savannah Syncopators (King Oliver and His Orchestra) |
| 1931-2-19               | Shout Sister, Shout!                                  | Clarion 5381-C        | Memphis Hot Shots (Clarence Williams and His Jazz Kings) |
| 1931-2-19               | Papa De-Da-Da* / Baby Won't You Please Come Home?     | Columbia 14666-D      | Clarence Williams and His Jazz Kings                     |
| 1931-3-25               | Go Harlem / Just A Crazy Song (Hi-Hi-Hi)*             | Columbia 2448-D       | Jimmy Johnson and His Orchestra                          |
| 1931-3-25               | A Porter's Love Song (To A Chambermaid)               | Columbia 14668-D      | Jimmy Johnson and His Orchestra                          |
| 1931-4-15               | Loveless Love / One More Time                         | Vocalion Records 1610 | The Chocolate Dandies (King Oliver and His Orchestra)    |
| 1931-4-15               | When I Take My Sugar To Tea*                          | Vocalion 1617         | Chocolate Dandies (King Oliver and His Orchestra)        |
| 1935-10-5               | Ev'rything Is Okey Dokey*                             | Bluebird B-6144 A     | The Little Ramblers                                      |
| 1935-10-5               | I'm On A See-Saw* / I'm Painting The Town Red*        | Bluebird B-6130       | The Little Ramblers                                      |
| 1935-10-5               | Red Sails In The Sunset* / Tender Is The Night*       | Bluebird B-6131       | The Little Ramblers                                      |
| 1935-10-5               | Tap Room Special (Panama)                             | Bluebird B-5193 A     | The Little Ramblers                                      |

### Verloren, niet-uitgegeven of postume publicaties
In de loop der jaren zijn afwisselende en niet-uitgebrachte opnamen uitgebracht in compilaties van verschillende bandleiders. In de onderstaande tabel geeft de eerste datum de opnamedatum aan. Het jaar van uitgifte volgt de labelinformatie voor de eerste publicatie.
| Jaar                 | Titel                                               | Label en jaar van uitgifte                   | Vermelding en aanvullende opmerkingen     |
| -------------------- | --------------------------------------------------- | -------------------------------------------- | ----------------------------------------- |
| 1926                 | Static Strut                                        | Columbia?                                    | Willie Gant and His Orchestra             |
| 1926                 | Someday Sweetheart                                  | Columbia?                                    | Willie Gant and His Orchestra             |
| 1926                 | Paradise Stomp                                      | Columbia?                                    | Willie Gant and His Orchestra             |
| 1928-6-11            | Honey Babe                                          | Victor unissued                              | Jelly Roll Morton's Red Hot Peppers       |
| 1928-6-11            | Sidewalk Blues                                      | Victor unissued                              | Jelly Roll Morton's Red Hot Peppers       |
| 1929-6-4             | Top and Bottom (V2) / Coalyard Shuffle (V2)         | Victor 741057 (lp), 1972                     | Joe Steele and His Orchestra              |
| 1930-3-5             | Each Day V2                                         | Gannet GE-5552 (lp), 1973                    | Jelly Roll Morton and His Red Hot Peppers |
| 1930-6-2             | Oil Well V2 / Crazy Chords V1 / Primrose Stomp V2   | Bluebird 2361-2-RB (CD), 1990                | Jelly Roll Morton and His Red Hot Peppers |
| 1930-6-2             | Load of Coal V2                                     | Biltmore Records 1060, 1950?                 | Jelly Roll Morton and His Red Hot Peppers |
| 1930-7-14            | Blue Blood Blues V2                                 | Bluebird 2361-2-RB (cd), 1990                | Jelly Roll Morton and His Red Hot Peppers |
| 1930-7-14 / 1930-3-5 | Strokin' Away V1 / Each Day V2                      | Hot Jazz Club of America HC-33, 1949?        | Jelly Roll Morton and His Red Hot Peppers |
| 1930-7-14            | Low Gravy V2                                        | Victor niet uitgebracht                      | Jelly Roll Morton and His Red Hot Peppers |
| 1930-9-11            | Loving You The Way I Do V2                          | Victor niet uitgebracht                      | Bubber Miley and His Mileage Makers       |
| 1930-9-11            | The Penalty of Love V2                              | Victor niet uitgebracht                      | Bubber Miley and His Mileage Makers       |
| 1930-10-9            | Gambling Jack V2                                    | Bluebird 2361-2-RB (cd), 1990                | Jelly Roll Morton and His Orchestra       |
| 1930-11-24           | Press The Button                                    | American Record Corporation niet uitgebracht | Clarence Williams and His Orchestra       |
| 1930-11-24           | You're Bound To Look Like a Monkey When You get Old | American Record Corporation niet uitgebracht | Clarence Williams and His Orchestra       |
| 1931-2-19            | Rockin' Chair                                       | Columbia niet uitgebracht                    | Clarence Williams and His Jazz Kings      |